# Алісса Мілано
Алісса Джейн Мілано (англ. Alyssa Jayne Milano; нар. 19 грудня 1972, Бруклін, Нью-Йорк, США)  — американська акторка, співачка, продюсерка, модельєрка та захисниця прав тварин. Відомі ролі: Саманта Міселлі в серіалі «Хто тут бос?», Дженіфер Мачині в телесеріалі «Район Мелроуз» та Фібі Галлівел в серіалі «Усі жінки — відьми». Вегетаріанка й активістка «Люди за етичне ставлення до тварин (PETA)». Посолка доброї волі «Дитячого фонду ООН» від США. Має власну лінію одягу «Touch».

## Біографія
Народилася 19 грудня 1972 року в Брукліні в сім'ї американців італійського походження.
Її мати, Лін модельєрка, а батько Томас М. Мілано музичний редактор фільмів. У Алісси є молодший брат Корі (народився 1982). Навчалась в «Buckley School», Шерман Окс. Після того, як Алісса стала відомою, вся родина переїхала до Голлівуду. 
У 1993 році заручилася з актором Скоттом Вольфом, наступного року розірвали заручини. У серпні 2019 року розповіла, що зробила два аборти у стосунках з Вольфом. 1 січня 1999 одружилася з Сінджатом Тейтом, її дружками були колеги по серіалу «Усі жінки відьми» Шеннен Догерті і Голлі Мері Комбс. Через 11 місяців розлучилась. 15 серпня 2009 року в Нью Джерсі одружилася з агентом Creative Artists Agency Девідом Бугліарі. 31 серпня 2011 року народила сина, 4 вересня 2014 року дочку.
У серпні 2020 року Мілано перехворіла на COVID-19. Через рік авто, у якому вона перебувала, потрапило у ДТП. Автомобілем кермував її дядько. В ДТП акторка не постраждала.
Має дислексію. З 1992 по 2003 роки мала силіконові грудні імплантати. За власними словами, не вміє готувати, але любить смачну їжу.

## Кар'єра
Улюбленою акторкою Мілано є Сюзен Серендон.
Дебютувала в бродвейському мюзиклі «Енні». У дитинстві, з 1984 до 1992, знімалась у серіалі «Who's the Boss?». Після перейшла в доросліші фільми, такі як «Постраждалі від кохання: історія про Лоліту на Лонг-Айленді» (1993), «Обійми вампіра» (1995), «Смертельні гріхи» (1995), і «Отруйний плющ II: Лілія» (1996).
З 1997 до 1998 знімалася в серіалі «Район Мелроуз» в ролі Дженніфер Мансіні. З 1998 почала зніматись в серіалі «Усі жінки відьми», який згодом приніс їй шалений успіх. З п'ятого сезону, разом з Голлі Мері Комбс, почала продюсувати серіал. Мала з Шеннен Догерті теплі стосунки, але вони розладналися аж до заяви Мілано, що вона йде з серіалу. Автори телешоу «Усі жінки — відьми» заготовили сюжет загибелі Фібі, але потім все ж довелося вбити Прю: продюсер Спеллінг, обираючи між акторками, обрав Мілано.
У 2001 озвучувала анімаційного персонажа Ангела у мультфільмі «Леді і бродяга 2: Пригоди Пустуна». У 2007 знялась у фільмі «The Blue Hour», у 2008 у «Wisegal» і «Pathology», а в 2009 у «My Girlfriend's Boyfriend».
Мілано на пару з Голлі Марі Комбс випустила лінію жіночої нижньої білизни.
Авторка книги «Домашній сейф: Зізнання бейсбольної фанатки» (англ. Safe At Home: Confessions of a Baseball Fanatic) про свої стосунки з відомими бейсболістами.
Мілано — активна користувачка «Твіттера». Веде кілька блогів, зокрема, про свою лінію одягу і бейсбол.

## Підтримка України
Опублікувала кілька постів в Instagram на підтримку українців у зв'язку із вторгненням Росії в Україну.
28 травня 2024 року стала амбасадоркою глобальної ініціативи на підтримку України UNITED24 в напрямку «Освіта і наука».

## Фільмографія

### Фільми
| Рік  | Фільм                                            | Роль                      | Примітки |
| ---- | ------------------------------------------------ | ------------------------- | --- |
| 1984 | Old Enough                                       | Діана                     | |
| 1985 | Commando                                         | Дженні Матрікс            | Номінована — Young Artist Award — Exceptional Performance by a Young Actress Starring in a Feature Film — Comedy or Drama              |
| 1986 | The Canterville Ghost                            | Дженіфер Кантервіллі      | |
| 1988 | Crash Course                                     | Ванесса Краувфорд         | Driving Academy |
| 1988 | Dance 'til Dawn                                  | Шеллі Шерідан             | Номінована — Young Artist Award — Best Young Actress in a Special, Pilot, Movie of the Week, or Miniseries                             |
| 1989 | Speed Zone!                                      | Лурлін                    | Cannonball Fever |
| 1992 | Little Sister                                    | Діана                     | |
| 1992 | Where the Day Takes You                          | Кіммі                     | |
| 1993 | The Webbers                                      | Фан                       | |
| 1993 | Conflict of Interest                             | Єва                       | |
| 1993 | Casualties of Love: The Long Island Lolita Story | Емі Фішер                 | |
| 1993 | Candles in the Dark                              | Сільвія Веллісте          | |
| 1994 | Confessions of a Sorority Girl                   | Ріта Саммерс              | |
| 1994 | Подвійний дракон                                 | Маріан Деларіо            | |
| 1995 | Deadly Sins                                      | Крістіна                  | |
| 1995 | Обійми вампіра                                   | Шарлотта Веллс            | |
| 1995 | The Surrogate                                    | Емі Вінслов               | |
| 1996 | Jimmy Zip                                        | Франческа                 | |
| 1996 | Poison Ivy II: Lily                              | Лілі Леонетті             | |
| 1996 | Fear                                             | Марго Массе               | |
| 1996 | Glory Daze                                       | Челзія                    | |
| 1996 | To Brave Alaska                                  | Denise Harris             | |
| 1996 | Public Enemies                                   | Amaryllis                 | |
| 1997 | Below Utopia                                     | Сюзанна                   | |
| 1997 | Hugo Pool                                        | Хьюго Дагей               | |
| 1998 | Goldrush: A Real Life Alaskan Adventure          | Франсез Елла 'Фіззі' Фітз | |
| 2001 | Lady and the Tramp II: Scamp's Adventure         | Янгол                     | Номінована — Annie Award — Outstanding Individual Achievement for Voice Acting by a Female Performer in an Animated Feature Production |
| 2001 | Diamond Hunters                                  | Трейсі Ван дер Біл        | |
| 2002 | Кіт у мішку                                      | Емі                       | |
| 2002 | Kiss the Bride                                   | Емі Кейн                  | |
| 2003 | Dickie Roberts: Former Child Star                | Сінді                     | |
| 2005 | Dinotopia: Quest for the Ruby Sunstone           | 26                        | Голос |
| 2007 | The Blue Hour                                    | Аллегра                   | |
| 2008 | Wisegal                                          | Патті Монтанарі           | |
| 2008 | Патологія                                        | Гвен Вілліемсон           | |
| 2010 | My Girlfriend's Boyfriend                        | Джессі Йонг               | |
| 2011 | Старий Новий рік                                 | медсестра Мінді           | |
| 2020 | You Are My Home                                  | Слоун                     | |
| 2022 | Без сорому                                       | Грейс                     | |
| 2022 | Give Me an A                                     | Ебігейл Адамс             | |
| 2023 | Who Are You People                               | Джудіт                    | |
| 2023 | Etheria Film Night 2023                          | Ніколь                    | розділ "No Overnight Parking" |

### Серіали
| Рік     | Назва                     | Роль              | Сезон | Примітки |
| ------- | ------------------------- | ----------------- | ----- | --- |
| 1984-92 | Who's the Boss?           | Саманта Міселлі   | 1-8   | Young Artist Award — Best Young Supporting Actress in a Television Series (1986) Exceptional Performance by a Young Actress, Starring in a Television, Comedy or Drama Series (1986) Best Young Female Superstar in Television (1988) Nickelodeon Kids' Choice Awards — Favorite TV Actress (1988, 1989) Blimp Award — Favorite TV Actress (1990) |
| 1997-98 | Район Мелроуз             | Дженніфер Менсіні | 6 & 7 | В серіалі пробула лише 7 серій у 7 сезоні. |
| 1998-06 | Всі жінки відьми          | Фібі Галлівел     | 1-8   | Разом з Голлі Мері Комбс з 5 сезону стала продюсеркою Номінована — Blimp Award — Favorite TV Actress (2005) Номінована — Teen Choice Awards — TV — Choice Actress (2006) |
| 2007    | Reinventing the Wheelers  | Енні              |       | Пілотна серія |
| 2008    | Single with Parents       | Лоа               |       | Пілотна серія |
| 2010    | Romantically Challenged   | Реббекка Томас    |       | |
| 2021    | The Now                   | Сара              | 1     | Мінісеріал, 3 епізоди |
| 2022    | Guy's Ultimate Game Night |                   |       | |
| 2025    | Елсбет                    | Пупетта           | 2     | 14 серія |

## Дискографія
Більшість альбомів Алісси Мілано продавались лише в Японії.

### Студійні альбоми
| Рік  | Інформація                                                                                            | Місце в чартах |
| Рік  | Інформація                                                                                            | Японія         |
| ---- | --- | -------------- |
| 1989 | Look in My Heart - Перший студійний альбом - Реліз: 25 березня 1989 - Формат: Vinyl, Cassette, CD     | 68             |
| 1989 | Alyssa - Другий студійний альбом - Реліз: 25 жовтня 1989 - Формат: Vinyl, Cassette, CD                | 15             |
| 1991 | Locked Inside a Dream - Третій студійний альбом - Реліз: 21 травня 1991 - Формат: Vinyl, Cassette, CD | 19             |
| 1992 | Do You See Me? - Четвертий студійний альбом - Реліз: 18 вересня 1992 - Формат: Vinyl, Cassette, CD    | 47             |

### Компіляційні альбоми
| Рік  | Інформація | Місце в чартах |
| Рік  | Інформація | Японія         |
| ---- | --- | -------------- |
| 1990 | The Best in the World: Non-Stop Special Remix/Alyssa's Singles - Альбом реміксів і хітів - Реліз: 21 лютого 1990 - Формат: Cassette, CD | 9              |
| 1995 | The Very Best of Alyssa Milano - Альбом хітів - Реліз: 1995 - Формат: CD                                                                | -              |

### Сингли
| 1989 | «What a Feeling»             | Look in My Heart      | -  | - | - |
| 1989 | «Look In My Heart»           | Look in My Heart      | -  | - | - |
| 1989 | «Straight to the Top»        | Look in My Heart      | -  | - | - |
| 1989 | «I Had a Dream»              | Alyssa                | -  | - | - |
| 1989 | «Happiness»                  | Alyssa                | -  | - | - |
| 1990 | «The Best in the World»      | The Best in the World | -  | - | - |
| 1990 | «I Love When We're Together» | Single Only           | -  | - | - |
| 1991 | «New Sensation»              | Locked Inside a Dream | -  | - | - |
| 1991 | «Voices That Care»           | Single Only           | 11 | 6 | - |
| 1992 | «Do You See Me?»             | Do You See Me?        | -  | - | - |
| 1993 | «No Secret»                  | Locked Inside a Dream | -  | - | - |